# Impossible Princess
Impossible Princess – szósty studyjny album wokalistki Kylie Minogue. Płyta ukazała się w Wielkiej Brytanii nakładem Deconstruction Records 23 marca 1998. Płytę wyprodukowali Dave Ball, Ingo Vauk i Brothers in Rhythm. Wielu krytyków uznało album za niezwykle dojrzały i pełny osobistych uczuć, podczas gdy inni oceniali go jako niewiarygodnie banalny. Impossible Princess odniósł sukces w Australii, gdyż osiągnął czwartą pozycję na liście Australian Albums, oraz pozycję 1. na Australian Music Report w styczniu 1998 i został certyfikowany platyną za sprzedanie 70,000 kopii. W Wielkiej Brytanii natomiast okazał się komercyjną klapą. Sprzedano tam tylko 44,000 płyt, czyli znacznie mniej niż poprzednich albumów Minogue, Kylie Minogue i Let's Get to It.
Płyta reprezentuje zmianę w stylu muzyki Minogue. Znajduje się na niej wiele żywych instrumentów. Impossible Princess to także pierwszy krążek Kylie, nad którym miała całkowitą kontrolę. Wynikiem tego było zamieszczenie na płycie wszystkich tekstów napisanych przez piosenkarkę z przeznaczeniem na ten album. Tytuł albumu zmieniono w ostatniej chwili z powodu śmierci Księżnej Diany w sierpniu 1997. Zremasterowane wydanie albumu miało swoją premierę w 2003 roku. Do wydania dołączono krążek z remiksami oraz b-side'ami.

## Lista utworów
| #  | Tytuł               | Autor                                     | Producent              | Czas |
| -- | ------------------- | ----------------------------------------- | ---------------------- | ---- |
| 1  | Too Far             | Minogue                                   | Brothers in Rhythm     | 4:43 |
| 2  | Cowboy Style        | Minogue, Steve Anderson, Dave Seaman      | Brothers in Rhythm     | 4:44 |
| 3  | Some Kind of Bliss  | Minogue, James Dean Bradfield, Sean Moore | Dave Eringa, Bradfield | 4:13 |
| 4  | Did it Again        | Minogue, Anderson, Seaman                 | Brothers in Rhythm     | 4:22 |
| 5  | Breathe             | Minogue, Dave Ball, Ingo Vauk             | Ball, Vauk             | 4:38 |
| 6  | Say Hey             | Brothers in Rhythm                        | Brothers in Rhythm     | 3:37 |
| 7  | Drunk               | Minogue, Anderson, Seaman                 | Brothers in Rhythm     | 3:59 |
| 8  | I Don't Need Anyone | Minogue, Bradfield, Nick Jones            | Eringa, Bradfield      | 3:13 |
| 9  | Jump                | Minogue, Rob Dougan                       | Dougan                 | 4:03 |
| 10 | Limbo               | Minogue, Ball, Vauk                       | Ball, Vauk             | 4:05 |
| 11 | Through the Years   | Minogue, Ball, Vauk                       | Ball, Vauk             | 4:20 |
| 12 | Dreams              | Minogue, Anderson, Seaman                 | Brothers in Rhythm     | 3:44 |

### Bonus Tracks
| # | Tytuł | Autor               | Producent  | Czas |
| - | ----- | ------------------- | ---------- | ---- |
| 1 | Tears | Minogue, Ball, Vauk | Ball, Vauk | 4:27 |